# Valmy (stacja metra)
Valmy – stacja metra w Lyonie, na linii D. Stacja została otwarta 28 kwietnia 1997.